# 순천금당고등학교
순천금당고등학교(順天金塘高等學校)는 대한민국 전라남도 순천시 조례동에 있는 사립 고등학교이다.

## 학교 연혁
- 1974년 8월 31일 : 학교 법인 순천금당학원 설립, 이사장 김동원 선생 취임
- 1975년 12월 1일 : 순천금당고등학교 설립 인가(24학급)
- 1976년 3월 1일 : 초대 교장 이영의 선생 취임
- 1976년 3월 10일 : 개교
- 1979년 1월 8일 : 제1회 졸업(423명)
- 1984년 2월 1일 : 법인명 청강학원으로 변경
- 2000년 9월 7일 : 학칙변경(33학급) 인가
- 2004년 1월 16일 : 유신정 이사장 취임
- 2023년 9월 1일 : 제12대 교장 조기선 선생 취임
- 2024년 2월 7일 : 제46회 졸업(210명, 총 21,131명)

## 참고 자료
- 순천금당고등학교 - 한국교육학술정보원 학교알리미